# Bernt Ivar Eidsvig

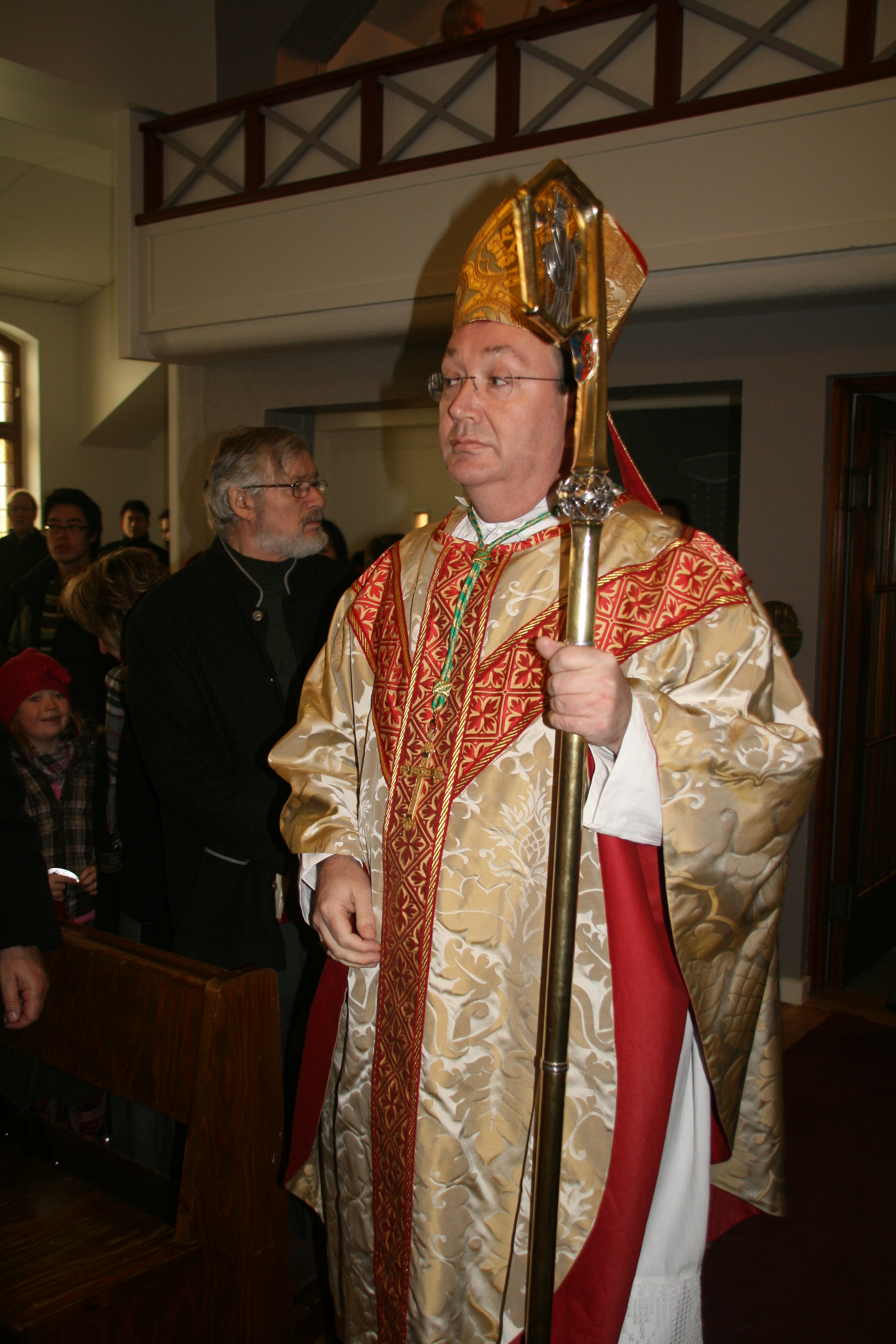
Bischof Bernt Eidsvig 2010 bei einer Messe in Arendal, Foto: Jan-Erik Løken

Bischofswappen von Bernt Ivar Eidsvig

Bernt Ivar Eidsvig CRSA, Ordensname Markus (* 12. September 1953 in Rjukan, Norwegen) ist ein norwegischer Ordensgeistlicher und emeritierter römisch-katholischer Bischof von Oslo.

## Leben
Er studierte Evangelische Theologie in Oslo und wurde 1976 theologischer Kandidat. Am 20. Dezember 1977 konvertierte er zum Katholizismus und wurde am 20. Juni 1982 zum Priester geweiht. Er war Kaplan und später Pfarrer von Bergen. 1991 trat er bei den Augustiner-Chorherren im Stift Klosterneuburg (Österreich) ein, wurde am 27. August eingekleidet und erhielt den Ordensnamen Markus. Seine feierliche Profess war am 28. August 1995. Ab 1996 war er Novizenmeister, 1997–2003 Pfarrer in St. Leopold (Klosterneuburg).
Am 29. Juli 2005, dem Fest des Skandinavien-Missionars Olav, wurde er von Papst Benedikt XVI. zum Bischof von Oslo ernannt. Am 22. Oktober 2005 empfing er in Oslo durch seinen Amtsvorgänger Gerhard Schwenzer SSCC die Bischofsweihe. Mitkonsekratoren waren dessen Vorgänger John Willem Gran OCSO und der Bischof von Stockholm, Anders Arborelius OCD. Am 8. Juni 2009 wurde er nach dem Rücktritt Bischof Georg Müllers zum Apostolischen Administrator der Prälatur Trondheim ernannt, die er bis zur Bischofsweihe des neuen Prälaten Erik Varden am 3. Oktober 2020 mehr als elf Jahre verwaltete.
Im Februar 2015 wurden Ermittlungen wegen Betruges gegen ihn und das Bistum aufgenommen. Ihm wurde vorgeworfen, den Behörden gegenüber eine überhöhte Zahl von Katholiken im Bistum Oslo angegeben und dadurch überhöhte staatliche Zahlungen beansprucht zu haben. Ende November 2016 wurden die Ermittlungen gegen Eidsvig eingestellt, da weder ihm noch dem Bistum ein Betrugsversuch nachgewiesen werden konnte. Gegen den Ökonom des Bistums wurde allerdings Anklage erhoben. Die Ermittlungen gegen das Bistum wurden gegen eine Zahlung von umgerechnet etwa 110.000 Euro eingestellt.
Am 28. Oktober 2016 ernannte ihn Papst Franziskus zum Mitglied der Kongregation für den Gottesdienst und die Sakramentenordnung.
Papst Leo XIV. nahm am 16. Juli 2025 das vorzeitige Rücktrittsgesuch von Bernt Ivar Eidsvig an.